# Качулата тъпоклюна кайра
Качулатите тъпоклюни кайри (Fratercula cirrhata) са вид птици от семейство Кайрови (Alcidae).

## Разпространение
Разпространени са в северната част на Тихия океан, като гнездят по крайбрежието от Курилските острови до Британска Колумбия.

## Описание
Достигат 35 см дължина, подобен размах на крилата и маса около 750 грама.

## Хранене
Хранят се основно с риба, рядко с калмари и други безгръбначни, които улавят, гмуркайки се във водата.